# 航天控股
中國航天國際控股有限公司（China Aerospace International Holdings Limited，港交所：0031），前稱是航天科技國際集團有限公司、康力投資有限公司（Conic Investment Company Limited），創辦於1975年，是香港上市公司之一，現成為中國航天科技集團公司（中國航天）旗下公司。另外航天科技國際在股東特別大會通過更名為中國航天國際控股有限公司。為一間從事中國衛星及航天科技服務的控股公司，新材料以及海南文昌衛星發射場周邊地區開發。現時，集團於香港註冊，而主席為吳豔華，執行董事則為李紅軍。

## 丑闻
1985年，康力投資9名前職員，包括董事、總經理及會計等，提供虛假財務資料、串謀行騙、虛報資料等63項罪名，被商業罪案調查科檢控。

## 外部連線
- 中國航天國際控股有限公司 （页面存档备份，存于）